# Nawazibu
Nawazibu (arab. ‏نواذيبو‎, Nawāḏībū; fr. Nouadhibou, do 1969 Port Étienne) – miasto portowe w północno-zachodniej Mauretanii, na Przylądku Białym, ośrodek administracyjny regionu Dachlat Nawazibu. W 2013 roku liczyło ok. 118 tys. mieszkańców. Drugie co do wielkości miasto kraju.
Od początku 2006 roku Nawazibu jest bazą przerzutową nielegalnych emigrantów, usiłujących dostać się stąd drogą morską na Wyspy Kanaryjskie. Wybór tej niebezpiecznej trasy związany jest ze zwiększonymi kontrolami na marokańsko-hiszpańskich przejściach granicznych w Ceucie i Melilli.
Położone w pobliżu Nawazibu przejście graniczne z Saharą Zachodnią (po stronie saharyjskiej w Bir Kanduz) sprawia, że miasto często odwiedzają turyści, przybywający tu z Maroka i zmierzający w kierunku Adraru lub na południe do Nawakszutu.
U wybrzeży cypla Ras Nawazibu na wschód od miasta znajduje się największe na świecie cmentarzysko statków.

## Transport
Nawazibu jest stacją końcową kolei mauretańskiej. Miasto połączone jest też asfaltową drogą z Nawakszutem. Istnieją również regularne połączenia lotnicze liniami Mauritania Airways ze stolicą kraju w Nawakszucie.
W Mauretanii nie funkcjonuje autobusowy transport publiczny, istnieją jednak plany wprowadzenia regularnych połączeń z Nawazibu do Ad-Dachli w Saharze Zachodniej. Obecnie, podobnie jak na terytorium całego kraju, funkcjonuje transport prywatny (tzw. bush taxis – taksówki zbiorowe).
Na południe od miasta, na Przylądku Białym znajduje się latarnia morska Ras Nawazibu.